# Polonia Chmielnicki
Polonia Chmielnicki – klub piłkarski z Chmielnickiego (do 1954 r. Płoskirów) na Ukrainie, obecnie występuje w lidze miejskiej. Został założony przez Polaków mieszkających w tym mieście w 2007 roku.

## Historia
W 2007 roku grupa Polaków postanowiła reaktywować po 15 latach Miejski Związek Polaków w mieście Chmielnicki na Ukrainie. Z ich inicjatywy postanowiono również utworzyć klub piłkarski.
Podczas uroczystości z okazji Święta Niepodległości w dniu 10 listopada 2008 oficjalnie ogłoszono jego powstanie.
Klub finansowany jest wyłącznie ze składek miejscowych Polaków i funduszy pochodzących z polskiego konsulatu.